# Distrito de Stropkov
El distrito de Stropkov (en eslovaco Okres Stropkov) es una unidad administrativa (okres) de Eslovaquia Oriental, situado en la región de Prešov, con 21 027 habitantes (en 2001) y una superficie de 389 km². Su capital es la ciudad de Stropkov.

## Demografía
| Año        | 1994   | 2004    | 2014    | 2024    |
| ---------- | ------ | ------- | ------- | ------- |
| Población  | 20 304 | 20 902  | 20 744  | 19 414  |
| Diferencia |        | +2,94 % | −0,75 % | −6,41 % |

| Año        | 2023   | 2024    |
| ---------- | ------ | ------- |
| Población  | 19 553 | 19 414  |
| Diferencia |        | −0,71 % |

## Ciudades
- Stropkov (capital)

## Municipios (población año 2017)
- Baňa 178
- Breznica 828
- Breznička 125
- Brusnica 416
- Bukovce 536
- Bystrá 25
- Bžany 164
- Chotča 627
- Duplín 531
- Gribov 191
- Havaj 399
- Jakušovce 43
- Kolbovce 193
- Korunková 83
- Kožuchovce 58
- Krišľovce 31
- Kručov 219
- Krušinec 247
- Lomné 235
- Makovce 152
- Malá Poľana 115
- Miková 140
- Miňovce 330
- Mrázovce 80
- Nižná Olšava 431
- Oľšavka 209
- Potôčky 68
- Potoky 90
- Šandal 325
- Soľník 32
- Staškovce 253
- Tisinec 447
- Tokajík 103
- Turany nad Ondavou 373
- Varechovce 154
- Veľkrop 225
- Vislava 193
- Vladiča 65
- Vojtovce 101
- Vyškovce 128
- Vyšná Olšava 640
- Vyšný Hrabovec 186